# Online Computer Library Center
Online Computer Library Center (OCLC) är en stor bibliotekscentral med säte i Dublin, Ohio, USA, och ett stort antal lokalkontor. Företaget grundades 1967 av Fred Kilgour och drivs av ett icke-vinstinriktat konsortium (ungefär motsvarande en ekonomisk förening) med 57.000 medlemsbibliotek i 112 länder. Namnet var ursprungligen en förkortning för Ohio College Library Center. Medlemsbiblioteken får tillgång till OCLC:s stora bibliotekskatalog "Worldcat" och omfattande forskningsresultat.
En avdelning för mikrofilmning, digitalisering och bevarande är OCLC Preservation Service Center, belägen i Bethlehem, Pennsylvania.
OCLC är också delägare i OCLC PICA, en leverantör av bibliotekssystem med säte i Leiden i Nederländerna.
När OCLC köpte Forest Press 1988, övertog de också varumärkes- och upphovsrätten till klassificeringssystemet Dewey Decimal Classification, som i stora delar av världen har samma dominerande ställning som SAB-systemet har på svenska folkbibliotek.
WebJunction är en avdelning av OCLC grundad genom donation från Bill and Melinda Gates Foundation.
Dublin Core är en standard för metadata, som fått sitt namn av orten Dublin i Ohio, där OCLC har sitt säte. OCLC var pådrivande i utvecklingen av standarden.